# Большие Арбаты
Большие Арбаты́ (хак. Улуғ Арбаты) — деревня в Таштыпском районе Хакасии. Входит в состав Арбатского сельсовета.

## География
Расстояние до райцентра — с. Таштып — 69 км, до ближайшей ж.-д. ст. Абаза — 43 км. Деревня находится на правом берегу одноимённой реки — одного из притоков р. Абакан. Население — 232 чел., все хакасы (на 01.01.2004).

## История
10 октября 1920 отряд командира войск ВОХР П. Л. Лыткина в целях завершения операции по ликвидации имевшейся в Минусинском уезде контрреволюционной организации, уничтожил в этом селении казачью банду числ. в 100 чел. По мнению участника 3-й беспартийной конференции национальных меньшинств Минусинского уезда (июнь 1922) К. М. Худякова, казаки, не сумевшие спровоцировать местное население на антисоветское выступление, убили 34 мирных жителя, сбросив их тела в колодцы.
В историю деревни вписал своё имя врач-офтальмолог Н. М. Одёжкин, внёсший большой вклад в борьбу с трахомой — массовым заболеванием среди коренного нас. В 1930 во время коллективизации в Больших Арбатах был образован колхоз, в настоящее время крупных предприятий в населённом пункте нет. Население работает в Абазинском леспромхозе, в ООО «Арбатское». В Больших Арбатах работает начальная школа, фельдшерско-акушерский пункт, и один магазин.
До 1953 входила в Бейский район.

## Население
| 2002 | 2010 |
| ---- | ---- |
| 244  | ↘205 |